# Liste der Schatzmeister der britischen Marine
Der Treasurer of the Navy (deutsch Schatzmeisters der Marine), offiziell Treasurer of Marine Causes, war ein Amt in der Verwaltung der englischen bzw. britischen Marine, das von 1524 bis 1835 für die Finanzen der Marine verantwortlich war. Es gehörte zeit seines bestehens zum Navy Board. In der Regel wurde es, besonders in den letzten Jahren an aufstrebende Politiker vergeben. Mit der Einführung des Paymaster General wurde der Posten in dieses Amt überführt.

## Liste der Treasurer of the Navy

### England
| Zeitraum                                | Person                               | Bemerkung                                                                              |
| --------------------------------------- | ------------------------------------ | -------------------------------------------------------------------------------------- |
| 1524 bis Oktober 1544                   | William Gonson                       |                                                                                        |
| Oktober 1544 bis Dezember 1545          | John Wynter                          |                                                                                        |
| 24. April 1546 bis 8. Juli 1549         | Robert Legge                         |                                                                                        |
| 8. Juli 1549 bis 18. November 1577      | Benjamin Gonson                      |                                                                                        |
| 18. November 1577 bis 26. November 1577 | Benjamin Gonson und John Hawkins     |                                                                                        |
| 26. November 1577 bis 12. November 1595 | John Hawkins                         | Nach dem Tod von Benjamin Gonson führte er das Amt alleine weiter, bis zu seinem Tode. |
| 12. November 1595 bis 22. Dezember 1598 | vakant                               |                                                                                        |
| 22. Dezember 1598 bis 26. April 1604    | Fulk Greville                        |                                                                                        |
| 26. April 1604 bis 11. Mai 1618         | Robert Mansell                       |                                                                                        |
| 11. Mai 1618 bis 5. April 1627          | William Russell                      |                                                                                        |
| 5. April 1627 bis 21. Januar 1630       | Sackville Crowe                      |                                                                                        |
| 21. Januar 1630 bis 12. Januar 1639     | William Russell                      | 2. Amtszeit die er alleine innehatte                                                   |
| 12. Januar 1639 bis 10. Januar 1642     | William Russell und Henry Vane       |                                                                                        |
| 10. Januar 1642 bis September 1646      | William Russell und John Penington   | Sie gehörten während des Bürgerkrieges zu der Seite der Royalisten                     |
| September 1646 bis Februar 1654         | William Russell                      | Letzte Amtszeit                                                                        |
| 13. Mai 1645 bis 31. Dezember 1650      | Henry Vane                           | Er besetzte dieses Amt im Auftrag der Parlamentarier                                   |
| 1. Januar 1651 bis 7. Juli 1660         | Richard Hutchinson                   |                                                                                        |
| 1. Juli 1660 bis 29. Juni 1667          | George Carteret                      | Er wurde von Karl II. aus dem Exil heraus ernannt.                                     |
| 2. Juli 1667 bis 2. November 1668       | Arthur Annesley, 1. Earl of Anglesey |                                                                                        |
| 4. November 1668 bis 3. Oktober 1671    | Thomas Osborne und Thomas Littelton  |                                                                                        |
| 3. Oktober 1671 bis 12. Juli 1673       | Thomas Osborne                       |                                                                                        |
| 5. Juli 1673 bis 13. Juni 1681          | Edward Seymour                       |                                                                                        |
| 13. Juni 1681 bis 4. April 1689         | Anthony Cary, 5. Viscount Falkland   |                                                                                        |
| 4. April 1689 bis 20. Juni 1699         | Edward Russell                       |                                                                                        |
| 20. Juni 1699 bis 1. Januar 1710        | Thomas Littelton                     |                                                                                        |

### Großbritannien
| Name               | Bild | Amtszeit            | Amtszeit          | Bemerkungen          |
| Name               | Bild | Beginn der Amtszeit | Ende der Amtszeit | Bemerkungen          |
| ------------------ | ---- | ------------------- | ----------------- | -------------------- |
| Thomas Littelton   |      | 20. Juni 1699       | 1. Januar 1710    |                      |
| Robert Walpole     |      | 21. Januar 1710     | 8. Juni 1711      |                      |
| Charles Caeser     |      | 8. Juni 1711        | 5. Oktober 1714   |                      |
| John Aislabie      |      | 5. Oktober 1714     | 20. März 1718     |                      |
| Richard Hampden    |      | 20. März 1718       | 24. Oktober 1720  |                      |
| George Byng        |      | 24. Oktober 1720    | 18. April 1724    | Admiral of the Fleet |
| Pattee Byng        |      | 18. April 1724      | 20. April 1734    |                      |
| Arthur Onslow      |      | 20. April 1734      | 12. Mai 1742      |                      |
| Thomas Clutterbuck |      | 12. Mai 1742        | 23. November 1742 |                      |
| Charles Wager      |      | 23. November 1742   | 24. Mai 1743      | Admiral of the White |
| John Rushout       |      | 24. Dezember 1743   | 29. Dezember 1744 |                      |
| George Dodington   |      | 29. Dezember 1744   | 3. Mai 1749       |                      |
| Henry Bilson-Legge |      | 3. Mai 1749         | 4. April 1754     |                      |
| George Grenville   |      | 4. April 1754       | 13. Januar 1756   |                      |
| George Dodington   |      | 13. Januar 1756     | 25. November 1756 | 2. Amtszeit          |
| George Grenville   |      | 25. November 1756   | 2. Juni 1762      | 2. Amtszeit          |
| William Barrington |      | 2. Juni 1762        | 9. August 1765    |                      |
| Richard Howe       |      | 9. August 1765      | 19. März 1770     | Captain              |
| Gilbert Elliot     |      | 19. März 1770       | 11. Januar 1777   |                      |
| Welbore Ellis      |      | 12. Juni 1777       | 10. April 1782    |                      |
| Isaac Barré        |      | 10. April 1782      | 19. August 1782   |                      |
| Henry Dundas       |      | 19. August 1782     | 11. April 1783    |                      |
| Charles Townshend  |      | 11. April 1783      | 5. Januar 1784    |                      |
| Henry Dundas       |      | 5. Januar 1784      | 2. Juni 1800      | 2. Amtszeit          |
| Dudley Ryder       |      | 2. Juni 1800        | 21. November 1801 |                      |

### Vereinigtes Königreich
| Name                      | Bild | Amtszeit            | Amtszeit           | Bemerkungen                                                 |
| Name                      | Bild | Beginn der Amtszeit | Ende der Amtszeit  | Bemerkungen                                                 |
| ------------------------- | ---- | ------------------- | ------------------ | ----------------------------------------------------------- |
| Charles Bragge            |      | 21. November 1801   | 3. Juni 1803       |                                                             |
| George Tierney            |      | 3. Juni 1803        | 29. Mai 1804       |                                                             |
| George Canning            |      | 29. Mai 1804        | 22. Februar 1806   |                                                             |
| Richard Brinsley Sheridan |      | 22. Februar 1806    | 15. April 1807     |                                                             |
| George Rose               |      | 15. April 1807      | 13. Januar 1818    |                                                             |
| Frederick Robinson        |      | 12. Februar 1818    | 8. Februar 1823    |                                                             |
| William Huskisson         |      | 8. Februar 1823     | 10. September 1827 |                                                             |
| Charles Grant             |      | 10. September 1827  | 15. Juli 1828      |                                                             |
| William Vesey-FitzGerald  |      | 15. Juli 1828       | 25. Februar 1830   |                                                             |
| Thomas Frankland Lewis    |      | 25. Februar 1830    | 11. Dezember 1830  |                                                             |
| Charles Poulett Thomson   |      | 11. Dezember 1830   | 27. Dezember 1834  |                                                             |
| William Lowther           |      | 27. Dezember 1834   | 22. April 1835     |                                                             |
| Henry Parnell             |      | 22. April 1835      | 1. Dezember 1835   | Amt in das des neugeschaffenen Paymaster General überführt. |